# Shabana (film)
Shabana (în urdu شبانہ, transliterat: Shabana) este o comedie romantică pakistaneză în limba urdu din 1976, produsă de A. Hameed și regizată de Nazar Shabab. Filmul îi are în distribuție pe Babra Sharif⁠(d), Waheed Murad⁠(d) și Shahid⁠(d).
Shabana a fost lansat pe 12 noiembrie 1976, a fost difuzat timp de peste 100 de săptămâni la cinematografele pakistaneze și a devenit un film care a atins bariera Jubileul de diamant. În același an, au mai fost lansate două filme în limba urdu care au atins această barieră: Talash al lui Nadeem⁠(d) și Aaj Aur Kal al lui Rahat Kazmi⁠(d). Shabana a relansat carierei Babrei Sharif⁠(d) și i-a adus primul ei premiu Nigar pentru cea mai bună actriță.

## Rezumat
Povestea filmului se învârte în jurul a două surori; Shabana și Farzana (Babra Sharif⁠(d) în dublu rol). Ele sunt gemene identice care au personalități foarte diferite: Farzana este o fată timidă și inocentă, în timp ce sora ei, Shabana, are o personalitate plină de viață și încrezătoare.
Farzana lucrează ca secretară a playboy-ului bogat Akhter (Shahid⁠(d)). El tânjește după Farzana, dar nu reușește să o seducă. În cele din urmă reușește să o ademenească, promițând că se va căsători cu ea. Este oficiată o căsătorie secretă, la care participă doar cei mai apropiați asistenți ai lui Akhter și un maulvi dubios. După consumarea căsătoriei, Akhter o informează pe Farzana cu privire la adevăratele sale intenții. Când ea refuză să plece în liniște, el o împinge pe fereastra apartamentului într-o încercare de a o ucide. Cu toate acestea, ea supraviețuiește și, când se întoarce acasă, povestește mamei ei și surorii Shabana ce i s-a întâmplat. Shabana decide să se răzbune pe Akhter pentru că i-a înșelat sora, care este acum însărcinată. Akhter este uimit și speriat atunci când o vede pe Farzana (care este în realitate Shabana deghizată), pe care o credea moartă, că se întoarce la birou și își reia îndatoririle ca secretară.
Între timp, tatăl lui Akhter moare, iar fiul său mai mic, Anwar (Waheed Murad⁠(d)), se întoarce acasă. Anwar observă că Akhter se comportă ciudat. Shabana începuse să-l șantajeze pe Akhter cu privire la tentativa de omor pentru a se asigura că suferă pentru comportamentul crud față de sora ei. Anwar și Shabana se îndrăgostesc și se căsătoresc. Shabana se mută în casa fraților Akhter și Anwar și continuă să-l hărțuiască pe Akhter. Anwar, neștiind că soția lui este de fapt Shabana și nu Farzana, aude o conversație între soția sa și fratele său mai mare și se întristează. Akhter se căiește în cele din urmă pentru faptele sale odioase și o aduce înapoi pe Farzana și pe copilul său. Shabana și Anwar se împacă.

## Distribuție
- Babra Sharif⁠(d) — Farzana/Shabana, două surori gemene[3]
- Waheed Murad⁠(d) — Anwar, fratele mai mic al lui Akhter
- Shahid⁠(d) — Akhter, un playboy bogat
- Nanha⁠(d)
- Tamanna
- Masood Akhtar
- Nazam
- Zarqa
- Parveen Boby
- Seema
- Kemal Irani
- Chakram
- Saqi
- Murid Ahmad

## Lansare și recepție
Shabana a fost lansat de compania Nazar Arts Productions la cinematografele pakistaneze pe 12 noiembrie 1976. Filmul a rulat continuu timp de 38 de săptămâni în cinematografele principale și în alte 101 cinematografe din Karachi. Filmul a creat istorie atunci când a devenit primul film pakistanez care a depășit dubla barieră „Jubileul de diamant”, adică o difuzare cinematografică de 200 de săptămâni pe tot teritoriul Pakistanului.

## Coloana sonoră
Muzica și cântecele, în special Tere siva dunya mein... și Jo dard mila, apno se mila..., die pe coloana sonoră a filmului au devenit foarte populare. Muzica este compusă de M Ashraf⁠(d), iar melodiile sunt scrise de Tasleem Fazli.
- Jo Dard Mila, Apnon Sey Mila... de Mehdi Hassan⁠(d)
- Bewafa Kaun Hai, Kaun Harjai Hai... de Mehdi Hassan⁠(d)
- Yeh Tera Nazuk Badan Hai, Ya Koi Mehka Ghulab... de Mehdi Hassan⁠(d)
- Tere Siwa Dunia Mein Kuchh Bhi Nahin... de Mehdi Hassan⁠(d)
- Tere Siwa Dunia Mein Kuchh Bhi Nahin... de Naheed Akhtar⁠(d)

## Premii
Shabana este al doilea cel mai mare câștigător al premiilor cinematografice Nigar pentru anul 1976. Categoriile la care a câștigat premii sunt enumerate mai jos:
| Categorie            | Premiat         |
| -------------------- | --------------- |
| Cel mai bun actor    | Shahid⁠(d)       |
| Cea mai bună actriță | Babra Sharif⁠(d) |
| Cel mai bun muzician | M Ashraf⁠(d)     |